# Cicognolo
Cicognolo é uma comuna italiana da região da Lombardia, província de Cremona, com cerca de 850 habitantes. Estende-se por uma área de 6 km², tendo uma densidade populacional de 142 hab/km². Faz fronteira com Cappella de' Picenardi, Pescarolo ed Uniti, Pieve San Giacomo, Vescovato.

## Demografia
| Variação demográfica do município entre 1861 e 2011                               |
|                                                                                   |
| Fonte: Istituto Nazionale di Statistica (ISTAT) - Elaboração gráfica da Wikipedia |